# 斯瓦洛希爾 (特拉華州)
斯瓦洛希爾（英語：Swallow Hill）是位於美國特拉華州紐卡斯爾縣的一個非建制地區。該地的面積和人口皆未知。

## 地理
斯瓦洛希爾的座標為39°47′38″N 75°38′07″W / 39.79389°N 75.63528°W，而該地的平均海拔高度為99米（即325英尺）。